# Antolín Monescillo y Viso
Antolín Monescillo y Viso (Corral de Calatrava, 2 settembre 1811 – Toledo, 11 agosto 1897) è stato un cardinale e arcivescovo cattolico spagnolo.

## Biografia
Nacque a Corral de Calatrava il 2 settembre 1811.
Papa Leone XIII lo elevò al rango di cardinale nel concistoro del 10 novembre 1884.
Morì l'11 agosto 1897 all'età di 85 anni a causa della sifilide.

## Genealogia episcopale
La genealogia episcopale è:
- Cardinale Scipione Rebiba
- Cardinale Giulio Antonio Santori
- Cardinale Girolamo Bernerio, O.P.
- Arcivescovo Galeazzo Sanvitale
- Cardinale Ludovico Ludovisi
- Cardinale Luigi Caetani
- Cardinale Ulderico Carpegna
- Cardinale Paluzzo Paluzzi Altieri degli Albertoni
- Papa Benedetto XIII
- Papa Benedetto XIV
- Cardinale Enrico Enriquez
- Cardinale Francisco de Solís Folch de Cardona
- Vescovo Agustín Ayestarán Landa
- Arcivescovo Romualdo Antonio Mon y Velarde
- Cardinale Francisco Javier de Cienfuegos y Jovellanos
- Cardinale Cirilo de Alameda y Brea, O.F.M.Obs.
- Cardinale Antolín Monescillo y Viso